# Prodasineura coerulescens
Prodasineura coerulescens är en trollsländeart som först beskrevs av Fraser 1932.  Prodasineura coerulescens ingår i släktet Prodasineura och familjen Protoneuridae. IUCN kategoriserar arten globalt som livskraftig. Inga underarter finns listade i Catalogue of Life.